# Benedicta Boccoli
Benedicta Boccoli, italijanska gledališka in filmska igralka, * 11. november 1966, Milano.

## Življenjepis
Rojena je bila v Milanu, mesec dni po rojstvu pa se je družina preselila v Rim. V mladosti se je ukvarjala z baletom, dokler je niso odkrili na televiziji. Svoj prvi nastop na televiziji je imela pri 18 letih, leta 1985 (v oddaji Pronto, chi gioca?), kasneje pa je kariero preusmerila v gledališče. Prejela je odlične ocene v časopisih, kot so Corriere della Sera, la Repubblica, Time in La Gazzetta del Mezzogiorno, italijanski filmski režiser in igralec Giorgio Albertazzi pa ji je zaradi izjemnih predstav nadel vzdevek Artistissima, tj. vrhunska umetnica.
Njena sestra Brigitta je prav tako filmska igralka, ima pa tudi dva brata, Barnabyja in Filippa.

## Filmografija
- Gli angeli di Borsellino, režija Rocco Cesareo  (2003)
- Valzer, režija Salvatore Maira (2007)
- Dolce di latte, režija Gianni Leacche (2008)
- Ciao Brother, režija Nicola Barnaba – 2016

### Kratki film
- Izpoved (La Confessione) režija Benedicta Boccoli – 2020[6]
- Kot roža (Come un fiore) scenarij in režija Benedicta Boccoli, o ozaveščanju o preprečevanju raka dojke in sprejemanju lastnega telesa – 2023[7]

## Gledališče
Igrala je v naslednjih gledaliških predstavah:
- Noël Coward: Blithe Spirit, z Ugo Pagliai in Paolo Gassman (1992/1993)
- Maurizio Micheli: Cantando Cantando, z Mauriziem Micheli, Aldo Ralli in Gianluco Guidi (1994/1995)
- Pietro Garinei/Sandro Giovannini: Buonanotte Bettina (1995/1996/1997)
- Abe Burrows: Can Can (1998/1999)
- Jacques Offenbach: Orfeo all'inferno, v vlogi Terpsihore (1999)
- Polvere di stelle (2000/2001/2002)
- Le Pillole d'Ercole (2002/2003/2004)
- Plavt: Amphitryon (2004)
- Rebecca Gillmann: Stalker (2004)
- Aristofan: Plutus (2004)
- Fiore di cactus (2004/2005/2006)
- Alan Aykbourn: Prova a farmi ridere od Alan Aykbourn, (2006)
- William Shakespeare: Vihar, v vlogi Ariel (2006)
- William Mastrosimone: Sunshine, režija Giorgio Albertazzi (2007/2008)
- Billy Wilder: Apartma (2009–2010)
- Noël Coward: Vite private, s Corrado Tedeschi (2012–2013)
- Neil LaBute: Dis-order, s Claudio Botosso (2014)
- Augusto Fornari, Toni Fornari, Andrea Maia, Vincenzo Sinopoli: Incubi d'Amore, s Sebastiano Somma in Morgana Forcella (2014)
- Beth Henley; Crimes of the Heart, s Fulvia Lorenzetti, Paola Bonesi, Cristina Fondi, Marco Casazza in Leonardo Sbragia (2015) [8];[9]
- E. M. Forster: A Room with a View, režija Stefano Artissunch (2016)
- Pierre Barillet: Fiore di catus, režija Piergiorgio Piccoli-Aristide Genovese (2016)
- Norm Foster: Il più brutto week-end della nostra vita, režija Maurizio Micheli (2016)
- Jordi Vallejo: Il test'', režija Roberto Ciufoli (2019)-(2020)[10]; [11]
- Maurizio Micheli: Su con la vita, režija Maurizio Micheli (2020)[12]; [13]
- Les Précieuses ridicules: besedilo prosto prirejeno iz Molièra (2023), režija Stefano Artissunch, z Lorenza Mario in Stefanom Artissunchom (2023)[14]

## Televizija
Televizijske oddaje:
- Pronto, chi gioca? - režija Gianni Boncompagni
- Domenica In - z Brigitto Boccoli (1987–1990)
- Gelato al limone - z Massimilianom Panijem
- Unomattina (1994)
- Due come noi - z Wilmo De Angelis (1997)
- Reality Circus - Reality show (2006–2007)

Televizijske serije: 
- Una donna per amico (2001)
- La squadra (2003)
- Incantesimo (2005)